# Goudelancourt-lès-Pierrepont
 Goudelancourt-lès-Pierrepont  là một xã ở tỉnh Aisne, vùng Hauts-de-France thuộc miền bắc nước Pháp.